# Телеоморфа, анаморфа і голоморфа
Телеоморфа, анаморфа і голоморфа (можливе також написання телеоморф, анаморф і голоморф, від лат. teleomorph, anamorph і holomorph) — стадії життєвих циклів вищих грибів (Dikarya, складається з відділів аскоміцети та базидіоміцети), що визначаються залежно від наявності статевого розмноження на цих стадіях.
- Телеоморфа: статево-відтворна стадія (морфа), зазвичай утворює спорокарпи (плодові тіла).
- Анаморфа: безстатево-відтворна стадія, часто плісняво- або дріжджеподібна. Коли один і той самий вид грибів утворює багато морфологічно різних анаморф, ці морфи називаються синаноморфами.
- Голоморфа: гриб у всіх стадіях, включаючи як анаморф, так і телеоморф.

## Назви морф грибів
Гриби зазвичай класифікуються, засновуючись на структурах, пов'язаних із процесом статевого розмноження, які прагнуть бути еволюційно збереженими. Проте, багато грибів відтворюються виключно безстатево, і, таким чином, не можуть бути легко поміщені до традиційної класифікації, заснованої на статевих ознаках; навіть більш того, деякі гриби можуть мати як безстатеві, так і статеві стадії життєвого циклу. Ці проблематичні види — найчастіше аскоміцети, хоча можуть належати і до базидіоміцетів. Навіть серед грибів, які відтворюються як статево, так і безстатево, часто тільки один метод розмноження може спостерігатися у певний час або за певних умов. Більш того, гриби зазвичай ростуть в змішаних колоніях і одночасно утворюють спори. Через ці факти часто буває дуже важко зв'язати разом різні стадії одного й того ж гриба. У статті 59 Міжнародного кодексу ботанічної номенклатури мікологам дозволяється надавати окремі назви безстатевим (анаморфи) та статевим (телеоморфи) стадіям життєвого циклу одного й того ж виду. Коли доступні назви як анаморф, так і телеоморф, голоморфа зазвичай отримує назву телеоморфи, інколи телеоморфна назва додається у вигляді видової назви до родової назви анаморфи. Гриби, про які відомо, що вони не утворюють телеоморфної стадії, раніше для зручності класифікувалися до штучного відділу недосконалих грибів (Deuteromycota).
Подвійна система назви може бути незрозумілою для новачків. Проте, вона широко застосовується у фітопатології, ототожнення грибків плісняви, медичній мікології і харчовій мікробіології, які мають справу з грибами, що розмножуються безстатево.